# Yomiuri-Yoshino-Sakuzō-Preis
Der Yomiuri-Yoshino-Sakuzō-Preis (jap. 読売・吉野作造賞, Yomiuri Yoshino Sakuzō Shō)
ist ein Wissenschaftspreis, der seit 2000 von der Zeitung Yomiuri Shimbun und vom Verlag Chūōkōron Shinsha vergeben wird. Der Preis ist mit 3 Millionen Yen dotiert. Der Preis wurde 1999 geschaffen durch die Zusammenlegung des Yomiuri Rondan Shō (読売論壇賞, „Kritikerpreis der (Zeitschrift) Yomiuri“) und des Yoshino Sakuzō Shō (吉野作造賞, „Yoshino Sakuzō-Preis“)

## Preisträger
- 2000 Shiraishi Takashi für Umi no teikoku (海の帝国) und Yoshikawa Hiroshi für Tenkanki no Nihon keizai (転換期の日本経済)
- 2001 Tanaka Akihiko für Word Politics (ワード・ポリティクス, Wādo poritikusu)
- 2002 Inoki Takenori für Jiyū to chitsujo: Kyōsō shakai no futatsu no kao (自由と秩序　競争社会の二つの顔)
- 2003 Takemori Shunpei für Keizai ronsen wa yomigaeru (経済論戦は甦る) und Nakanishi Hiroshi für Kokusai seiji towa nanika (国際政治とは何か)
- 2004 Furuta Hiroshi für Tō-Ajia ideology o koete (東アジア・イデオロギーを超えて, Tō-Ajia ideorogī ~)
- 2005 Agawa Naoyuki für Kempō de yomu Amerika-shi (憲法で読むアメリカ史)
- 2006 Hasegawa Tsuyoshi für Antō Stalin, Truman to Nihon kōfuku (暗闘　スターリン、トルーマンと日本降伏)
- 2007 Yamamoto Yoshinobu für „Teikoku“ no kokusai seijigaku: Reisengo no kokusai shisutemu to Amerika teikoku no kokusai seijigaku (「帝国」の国際政治学　冷戦後の国際システムとアメリカ帝国の国際政治学)
- 2008 Iio Jun für Nihon no tōji kōzō (日本の統治構造)
- 2009 Koike Kazuo für Nihon sangyō shakai no shinwa (日本産業社会の「神話」)
- 2010 Hosoya Yūichi für Rinriteki na sensō Tony Blair no eikō to zasetsu (倫理的な戦争――トニー・ブレアの栄光と挫折, ~ Toni Burea ~)
- 2011 Ueyama Takahiro[1] für Akademikku kyapitarizumu o koete Amerika no daigaku to kagaku kenkyū no genzai (アカデミック・キャピタリズムを超えて　アメリカの大学と科学研究の現在)
- 2012 Takeuchi Yō für Kakushin gensō no sengo-shi (革新幻想の戦後史)
- 2013 Akita Shigeru für Igirisu teikoku no rekishi (イギリス帝国の歴史, etwa: „Geschichte des britischen Kaiserreichs“)
- 2014 Endō Ken für Tōgō no Shūen — EU no Jitsuzō to Riron (統合の終焉 EUの実像と論理, etwa: „Das Ende der Integration — Reales Bild und Logik der EU“)
- 2015 Fukunaga Fumio für Nihon Senryōshi 1945–1952 (日本占領史1945–1952, „Geschichte der japanischen Besetzung 1945-1952“) und Kimura Kan für Nikkan Rekishi Ninshiki Mondai to wa nani ka (日韓歴史認識問題とは何か, „Was hat es auf sich mit dem Problem der japanisch-koreanischen Geschichtsauffassung“)
- 2016 nicht vergeben
- 2017 Shinoda Hideaki für Shūdanteki Jieiken no Shisōshi — Kenpō Kyūjō to Nichbei Anpo (集団的自衛権の思想史ーー憲法九条と日米安保; etwa: „Ideengeschichte des Rechts zur kollektiven Selbstverteidigung — Der japanische Verfassungsartikel 9 und der Sicherheitsvertrag zwischen den USA und Japan“)
- 2018 zurückgezogen[2]
- 2019 Makino Kuniaki[3] für Keizaigakusha-tachi no Nichibei Kaisen — Akimaru-kikan ‚Maboroshii no Hōkokusho‘ no Nazo o toku (経済学者たちの日米開戦ー秋丸機関「幻の報告書」の謎を解く, etwa: „Kriegsausbruch zwischen Japan und den USA unter den Ökonomen — Lösung des Rätsels des ‚Phantomreports‘ der Akimaru-Institution“)
- 2020 Komine Takao für Heisei no keizai[4] (平成の経済, etwa: „Die Wirtschaft der Heisei-Zeit“)
- 2021 Itō Asei für Dejitaruka suru Shinkōkoku (デジタル化する新興国, etwa: „Sich digitalisierende Schwellenländer“)
- 2022 Sakuragawa Masaya für Baburu no Keizai Riron (バブルの経済理論, etwa: „Theorie der Bubble Economy“)
- 2023 Makihara Izuru für Tanaka Kōtarō — Tatakau Shihō no Kakuritsusha, Sekaihō no Kenkyūsha (田中耕太郎―闘う司法の確立者、世界法の探究者, etwa: „Tanaka Kōtarō — Begründer der kämpfenden Justiz, Erforscher des Weltrechts“)
- 2024 Tsunekawa Keiichi für Shinkōkoku wa sekai o kaeru ka (新興国は世界を変えるか[5], etwa: „Verändern die Schwellenländer die Welt?“)
- 2025 Asada Masafumi für Nichiso-sensō — Teikoku Nihon saigo no tatakai (日ソ戦争 帝国日本最後の戦い, etwa „Japanisch-Sowjetischer Krieg – Die letzte Schlacht des kaiserlichen Japans“)

## Auswahlkomitee (2010)
- Miyazaki Isaku (宮崎 勇)
- Miura Shumon (三浦 朱門)
- Yamazaki Masakazu (山崎 正和)
- Inoki Takenori (猪木 武徳)
- Yamauchi Masayuki (山内 昌之)
- Kitaoka Shin’ichi (北岡 伸一)
- Oikawa Shōichi (老川 祥一)
- Asami Tamotsu (浅海 保)[6]